# Aloe schweinfurthii
Aloe schweinfurthii é uma espécie de liliopsida do gênero Aloe, pertencente à família Asphodelaceae.